# کرستلین (اوهایو)
کرستلین(به انگلیسی: Crestline) شهری در ایالت اوهایو کشور ایالات متحده آمریکا است که جمعیت آن در سرشماری سال ۲۰۱۰ میلادی، ۴٬۶۳۰ نفر بوده‌است.